# 阿勒帕米斯

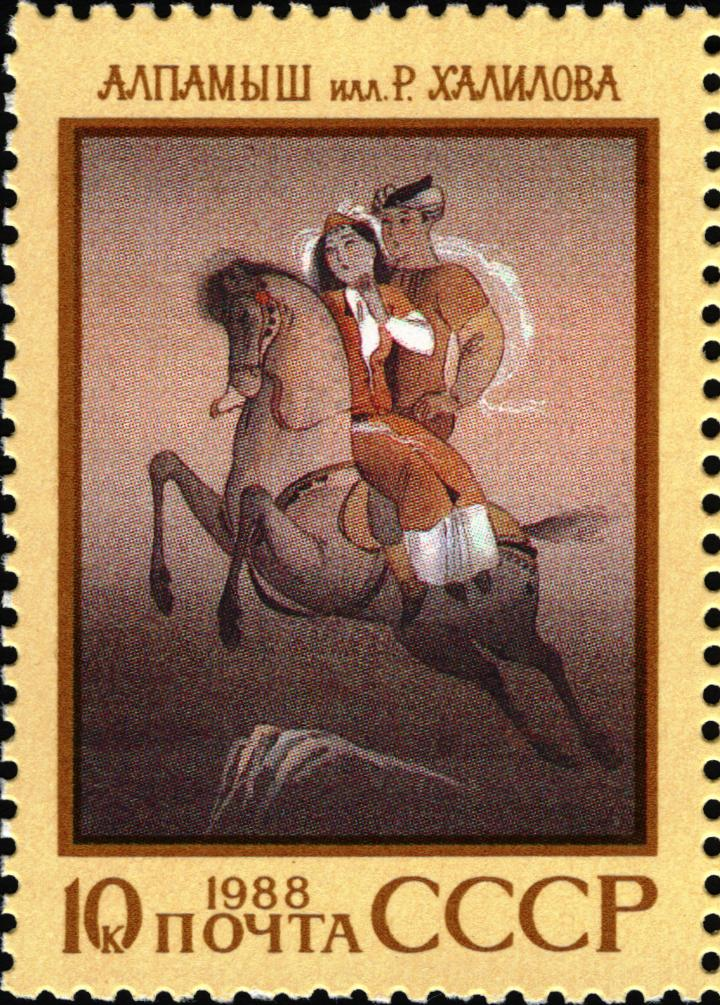
阿勒帕米斯纪念邮票

《阿勒帕米斯》，或称《阿里帕米斯》（喀山鞑靼语：Алпамша，阿爾泰語：Алып Манаш），一部形成于古代弘吉剌惕部故地，传承于哈萨克、乌兹别克、塔塔尔（鞑靼）、卡拉卡尔帕克等突厥语民族民间的英雄史诗、达斯坦，中亚地区重要的突厥口述文学作品。

## 变体
乌孜别克人将该史诗称为“阿勒帕梅什”（Alpamish），哈萨克和卡拉卡尔帕克人将其称为“阿勒帕米斯”（Alpamis），阿尔泰人称其为“阿勒普马纳什”（Alip-Manash），巴什基爾人称其为“Alpamisha and Barsin khiluu”，喀山鞑靼人称其为“Alpamşa”。它在其他一些突厥语民族中，以及塔吉克人和中亚阿拉伯人中也很著名。
《阿勒帕米斯》诞生于12-14世纪，在流传该史诗的民族中存在多种变体，其中在哈萨克有三十多种，乌兹别克有11种，卡拉卡尔帕克有5种等等。阿尔泰人的《阿勒普马纳什》在结构上不仅与其他民族的大多数变体相似，而且有关英雄的诞生、婚姻、征战、死而复生等情节上与柯尔克孜族英雄史诗《玛纳斯》基本相同。

## 近现代出版与传播
1899年，哈萨克学者、诗人居素甫别克·沙依赫斯拉木在俄国喀山出版《叙事诗阿勒法梅什》（Кисса-и-Алфамыш），居素甫别克从何处收集的该史诗不见报道，其主要叙述了阿勒帕米斯与未婚妻古丽巴尔森结亲，征战卡勒马克的塔依什克汗，惩处恶徒乌里坦等。其后该书在1901年至1916年间七次再版。
巴什基尔学者E·A·迪瓦耶夫于1890年至1900年间在哈萨克地区进行了将近十年的田野调查，1901年，迪瓦耶夫将其从一位居住在阿姆河地区的卡拉卡尔帕克巫师处转抄的一个关于阿勒帕米斯的故事，出版为卡拉卡尔帕克语的《从前在吉德里·拜林地方生活的英雄阿勒帕米斯的故事》；1916年，迪瓦耶夫从居住在奇姆肯特的哈萨克歌手叶尔肯别克·阿具别科夫处转抄了散文体故事《六岁的阿勒帕米斯》，将其哈萨克语原文、俄语译文及注释一同出版。
1960年前后，哈萨克学者在今哈萨克斯坦南部地区收集到该史诗包括手抄本、口头演唱在内的四种变体。其中，1953年在阿奇塞收集的手抄本是其中最为完整和优美的变体，该变体是19世纪著名阿肯玛依克特创作演唱的。1957年，由N·斯米尔诺娃和T·斯德阔夫整理后，在由哈萨克斯坦科学院语言文学研究所主持，由哈萨克斯坦科学出版社出版的丛集《哈萨克史诗》中收录。1961年，哈萨克斯坦科学出版社出版《阿勒帕米斯英雄》。1963年，哈萨克斯坦作家出版社再版的《英雄史诗汇编》中收录了由M·吾马洛娃、T·斯德阔夫和B·瓦卡诺夫整理版的该史诗。

## 相关
1999年底，《阿勒帕米斯》问世千年国际研讨会在哈萨克斯坦首都阿斯塔纳举行。

## 备注
1. ↑  在哈萨克斯坦国家科学院（英语：Kazakhstan Academy of Sciences）文学艺术研究所藏有该史诗的32个版本[2]
2. ↑  一作艾·迪瓦耶夫